# Município de Lee (condado de Athens, Ohio)
O município de Lee (em inglês: Lee Township) é um município localizado no condado de Athens no estado estadounidense de Ohio. No ano de 2010 tinha uma população de 2.729 habitantes e uma densidade populacional de 41,68 pessoas por km².

## Geografia
O município de Lee encontra-se localizado nas coordenadas 39° 14′ 24″ N, 82° 13′ 08″ O. Segundo a Departamento do Censo dos Estados Unidos, o município tem uma superfície total de 65.48 km², da qual 64,49 km² correspondem a terra firme e (1,51 %) 0,99 km² é água.

## Demografia
Segundo o censo de 2010, tinha 2.729 habitantes residindo no município de Lee. A densidade populacional era de 41,68 hab./km². Dos 2.729 habitantes, o município de Lee estava composto pelo 98,42 % brancos, o 0,29 % eram afroamericanos, o 0,18 % eram amerindios, o 0,33 % eram asiáticos, o 0,26 % eram de outras raças e o 0,51 % eram de uma mistura de raças. Do total da população o 1,25 % eram hispanos ou latinos de qualquer raça.